# Carol A. Corrigan

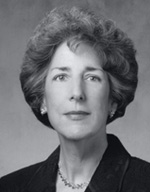
Carol A. Corrigan

Carol A. Corrigan (* 16. August 1948 in Stockton, Kalifornien) ist eine US-amerikanische Juristin. Seit 2006 ist sie Richterin (Associate Justice) am Supreme Court of California, dem Obersten Gerichtshof des Bundesstaates Kalifornien.

## Leben
Corrigan besuchte die St. Mary’s High School in Stockton und machte dort 1966 ihren Abschluss. Danach studierte sie am Holy Names College in Oakland und erhielt dort 1970 einen Bachelor of Arts magna cum laude. Nachdem sie von 1970 bis 1972 Promotionsstudium in Klinischer Psychologie an der Saint Louis University in St. Louis, Missouri absolvierte, wechselte sie an das University of California, Hastings College of the Law. Dort erhielt sie 1975 ihren Juris Doctor.
Anschließend war sie von 1975 bis 1987 als Staatsanwältin im Alameda County aktiv, erst von 1975 bis 1985 als Deputy District Attorney, dann von 1985 bis 1987 als Senior Deputy District Attorney. Von 1987 bis 1991 war sie Richterin am Emeryville Piedmont Judicial District in Oakland. Danach war sie von 1991 bis 1994 Richterin am Alameda County Superior Court. Von 1994 bis 2006 war sie Richterin (Associate Justice) am ersten Distrikt, Division 3, des California Court of Appeal. In dieser Zeit gehörte sie des Weiteren von 1997 bis 2001 dem Judicial Council of California an.
Im Dezember 2005 wurde sie von Gouverneur Arnold Schwarzenegger zur Richterin (Associate Justice) am Supreme Court of California ernannt. Ihre Bestätigung erfolgte am 4. Januar 2006.
Neben ihrer Tätigkeit als Richterin lehrt sie als Adjunct Professor. Etwa 1981 an der School of Law der University of Puget Sound, von 1981 bis 1987, sowie erneut 1989, am University of California, Hastings College of the Law, von 1984 bis 1987, sowie erneut von 1990 bis 1994, an der Boalt Hall School of Law der University of California, Berkeley und von 1988 bis 1990 an der School of Law der University of San Francisco.